# Gina Fedon
| 18873 Larryrobinson | 13 novembre 1999 |
| 18883 Domegge       | 31 dicembre 1999 |
| 20623 Davidyoung    | 10 ottobre 1999  |

Gina Fedon (...) è un'astronoma italiana naturalizzata statunitense.
Il Minor Planet Center le accredita la scoperta di tre asteroidi, tutte effettuate nel 1999 in collaborazione con il collega ed al tempo marito Mark Abraham dall'osservatorio Everstar che gestivano in proprio a Olathe nel Kansas.